# Otto-Hahn-Gymnasium (Marktredwitz)
Das Otto-Hahn-Gymnasium, benannt nach dem deutschen Nobelpreisträger für Chemie Otto Hahn (1879–1968), ist ein naturwissenschaftlich-technologisches, sprachliches und musisches Gymnasium in Marktredwitz. Es ist neben dem Luisenburg-Gymnasium in Wunsiedel und dem Walter-Gropius-Gymnasium in Selb eines von drei Gymnasien im Landkreis Wunsiedel. Im Schuljahr 2023/24 wurden 622 Schüler von 52 hauptamtlichen Lehrern unterrichtet.

## Schulgeschichte
1919 wurde das jetzige Otto-Hahn-Gymnasium Marktredwitz auf Initiative des damaligen Bürgermeisters nach Genehmigung des Bayerischen Staatsministeriums des Inneren als eine vierklassige Privatrealschule gegründet. Damals wurden von 107 angemeldeten Schülern 76 aufgenommen. 1922 wurde die Schule zu einer sechsklassigen Realschule ausgebaut. Ein Jahr später zog man in ein neues Schulhaus um. 1930 widersetzten sich Elternschaft und Stadt erfolgreich dem Entschluss des Kultusministeriums, die Zulassung von Mädchen zur Aufnahmeprüfung zu untersagen. Die ministerielle Genehmigung zum Ausbau der staatlichen Realschule zur achtklassigen reichseinheitlichen Deutschen Oberschule erfolgte 1938 und ein Jahr später wurde die Schule in eine Staatliche Oberschule für Jungen umgewandelt. 1940 erfolgte erstmals eine Reifeprüfung. 1944 diente das Schulgebäude als Reservelazarett. Am 1. April 1946 wurde der Unterricht wieder aufgenommen.

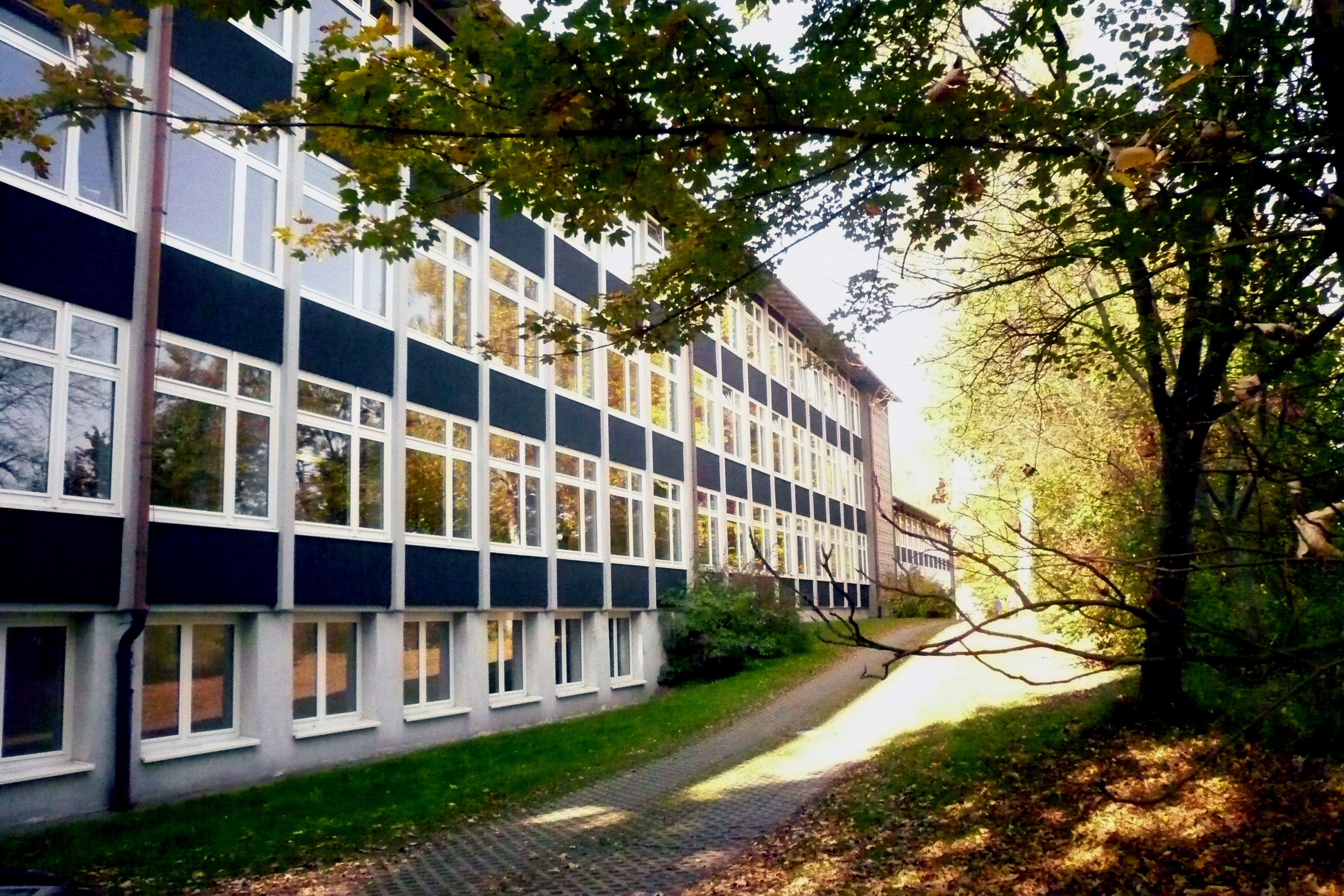

1947 wurden ein naturwissenschaftlicher und ein sprachlicher Zug eingerichtet; die Schule firmierte nun als Oberrealschule mit Gymnasium Marktredwitz. Der sprachlich-gymnasiale Zug wurde 1950 in einen realgymnasialen Zug umgewandelt und der Name der Schule änderte sich in Oberrealschule mit Realgymnasium Marktredwitz. 1961 wurden die heute als Bauteil I und II bezeichneten, damals neuen Gebäude in Betrieb genommen. Zwei Jahre später erfolgte die Inbetriebnahme der Aula, die auch als Bauteil III bezeichnet wird. 1965 folgte die Umbenennung in Mathematisch-naturwissenschaftliches und neusprachliches Gymnasium.
Das Kultusministerium verlieh der Schule 1969 zum 50-jährigen Bestehen den heutigen Namen Otto-Hahn-Gymnasium.

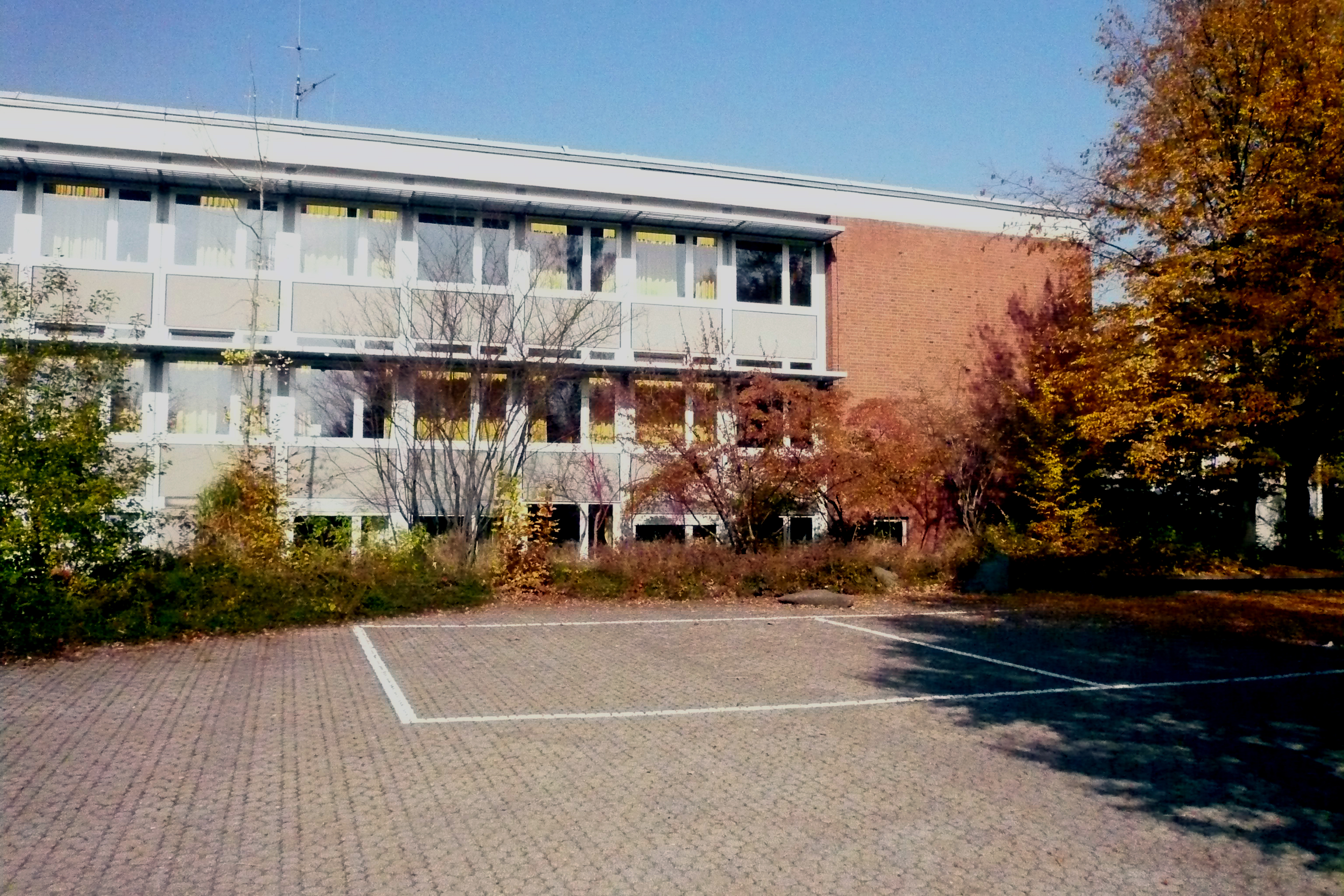
Bauteil 3, die Aula

1974 erreichte die Schülerzahl den Höchststand von 1303 in 43 Klassen. Außerdem wurden die Kollegstufenräume im Bauteil II und die Bibliothek eröffnet. 1976 besuchte Bundespräsident Walter Scheel die Schule. Ein Jahr später wurde der Bauteil IV, Fachtrakt für Biologie, Physik, Chemie und Werken fertiggestellt. 1984 wurde der Landkreis Wunsiedel zusätzlich Sachaufwandsträger der Schule. In diesem Jahr war Bundespräsident Karl Carstens zu Gast. Die partnerschaftlichen Beziehungen mit dem Gymnasium in Bassano del Grappa begannen 1986. Bei der Jubiläumsveranstaltung zum 75-jährigen Bestehen der Schule 1994 hielt Heinz Maier-Leibnitz, ein Vertrauter Otto Hahns, einen Festvortrag. 1998 besuchte der Friedensnobelpreisträger des Jahres 1996, Bischof Carlos Belo aus Osttimor, die Schule.

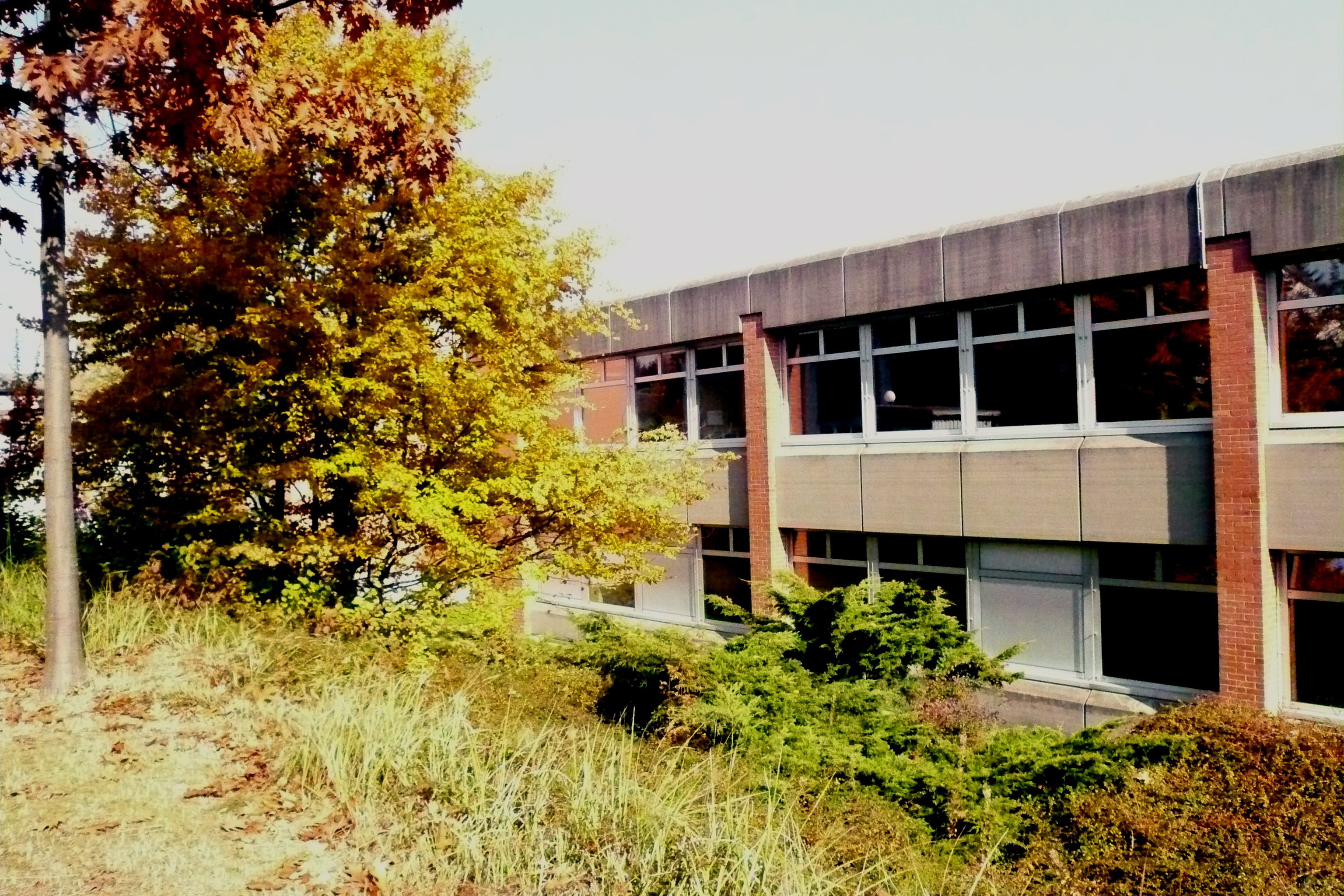
Bauteil 4, Fachtrakt für Biologie, Physik, Chemie und Werken

Von 2005 bis 2006 fand ein kompletter Ausbau des Untergeschosses und der Aula mit Hilfe von Fördermitteln statt. Von 2006 bis 2007 wurde das Haus der Mittagsverpflegung, das „Essenshaisl“ errichtet und die Mensa eingeweiht. Es erfolgte die Einrichtung einer Chorklasse als Pilotprojekt des bayerischen Kultusministeriums. Außerdem wurde nach einer ministeriellen Genehmigung die Ausbildungsrichtung Musisches Gymnasium, beginnend mit der Jahrgangsstufe fünf, aufgenommen.

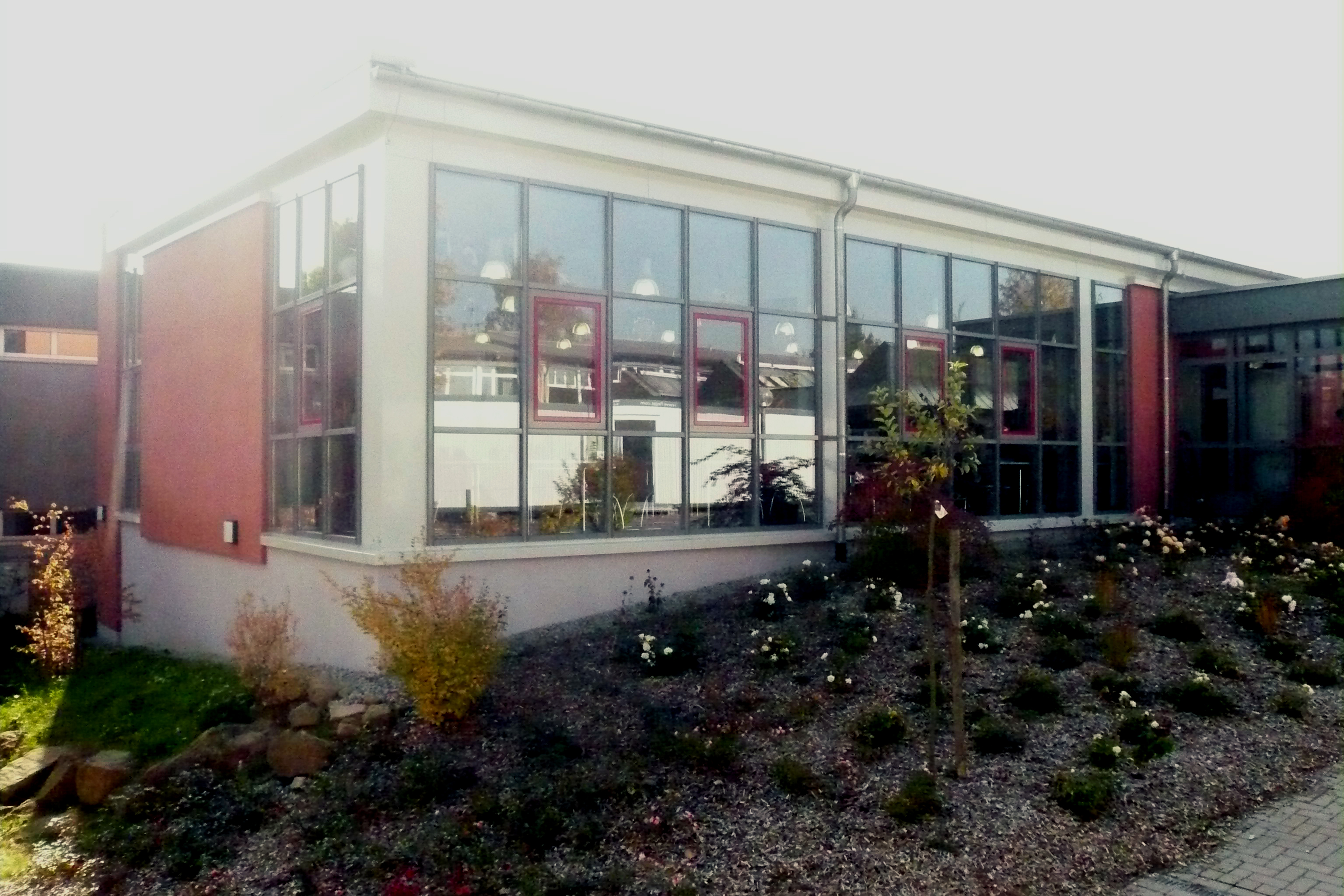
Bauteil 5

Um den Jahreswechsel 2010/2011 wurde der neue Glasgang, das Verbindungsgebäude zwischen dem Langgang (Bauteil I und II) und der Aula (Bauteil III), eröffnet. 

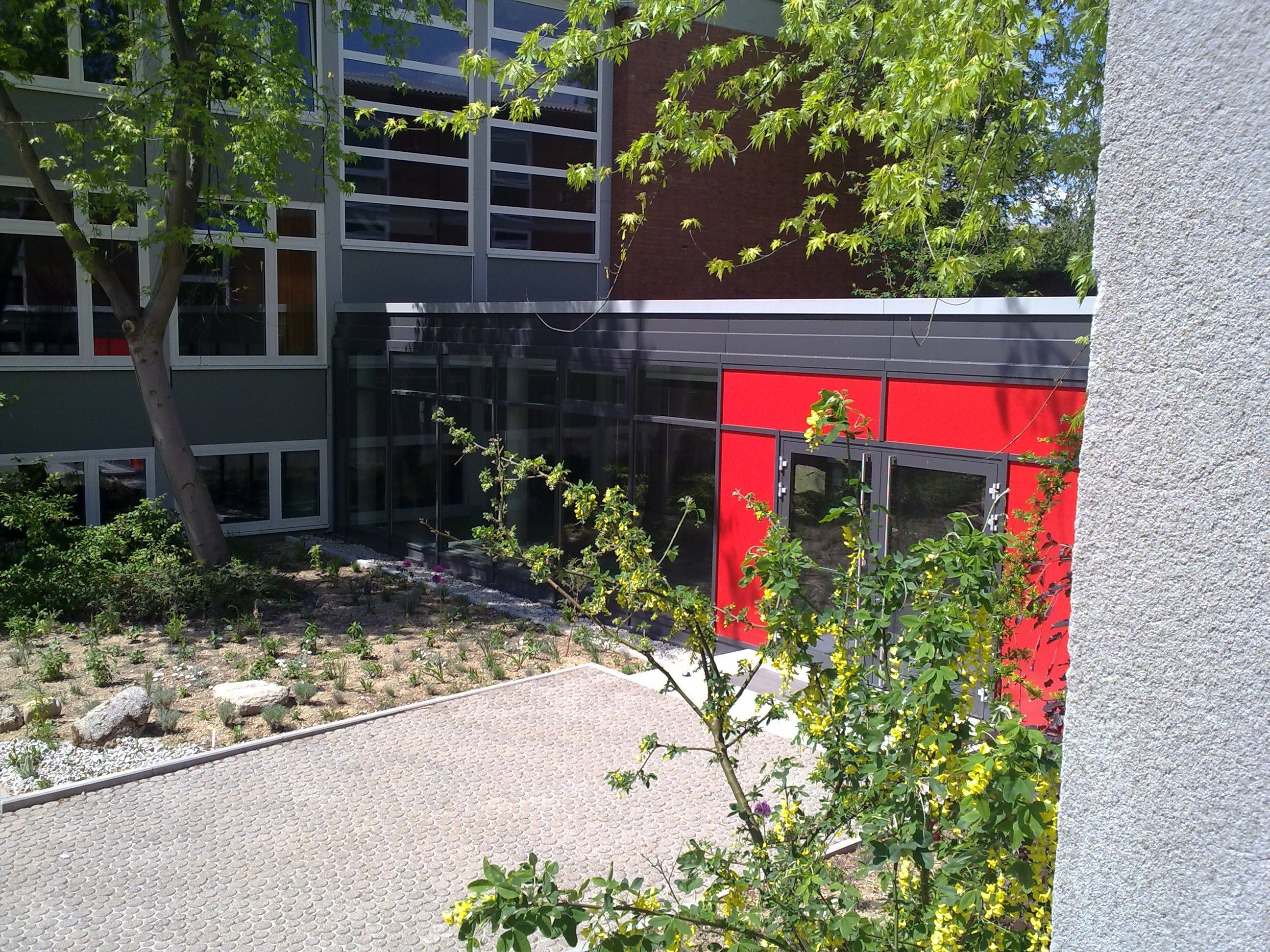
Glasgang von außen

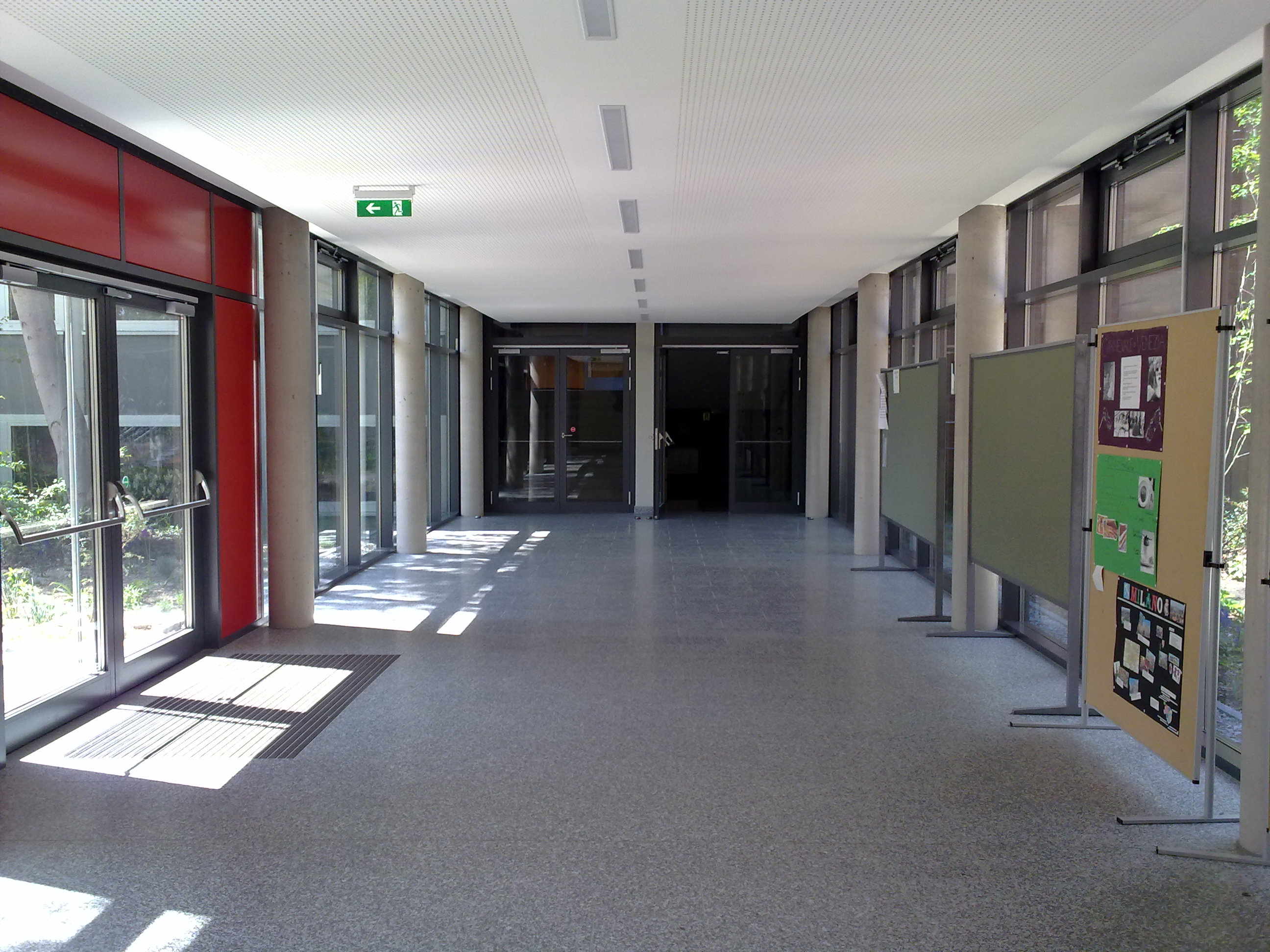
Das Innere des Verbindungsbaus

Seit Beginn des Schuljahres 2011/2012 wurde das Obergeschoss des Bauteils I umfassend saniert, welches seit der Fertigstellung als musischer Trakt mit zwei großen Sälen für Ensembles und 10 kleinen Übungszellen für die Instrumentalstunden fungiert.
Im Jahr 2015 wurde ein Chemiesaal renoviert.

## Partnerschaften
Die Schule hält ein Netz an Schulpartnerschaften bestehend aus dem Lycée de La Matheysine in La Mure (seit 1961), mit dem Gymnasium in Bassano del Grappa (seit 1986), dem Christian-Doppler-Gymnasium (seit 2006) in Prag und dem Gymnasium der öffentlichen Beziehungen (seit 2006), ebenfalls in Prag. Mit allen Schulen herrscht ein reger Austausch.

## Schulleiter
| - ab 1919 Hermann Hacker - ab 1933 Hans Buck - ab 1934 Dr. Christian Ponader - ab 1945 Walter Dorn - ab 1949 Gustav Mehringer | - ab 1959 Albin Sauer - ab 1964 Alfred Schönnamsgruber - ab 1964 Fritz Ludwig - ab 1978 Horst Hippe (krankheitsbedingte Vertretung) - ab 1979 Rückkehr Fritz Ludwigs | - ab 1982 Leo Sailer - ab 1987 Dr. Edmund Neubauer - ab 2006 Gertraud Nickl - ab 2016 Stefan Niedermeier |

## Weiteres
Am Nachmittag gibt es ein Angebot für Mittagsverpflegung und Hausaufgabenbetreuung sowie sportliche, musische und künstlerische Arbeitsgemeinschaften. An der Schule bestehen ein Förderverein und ein Elternrat.

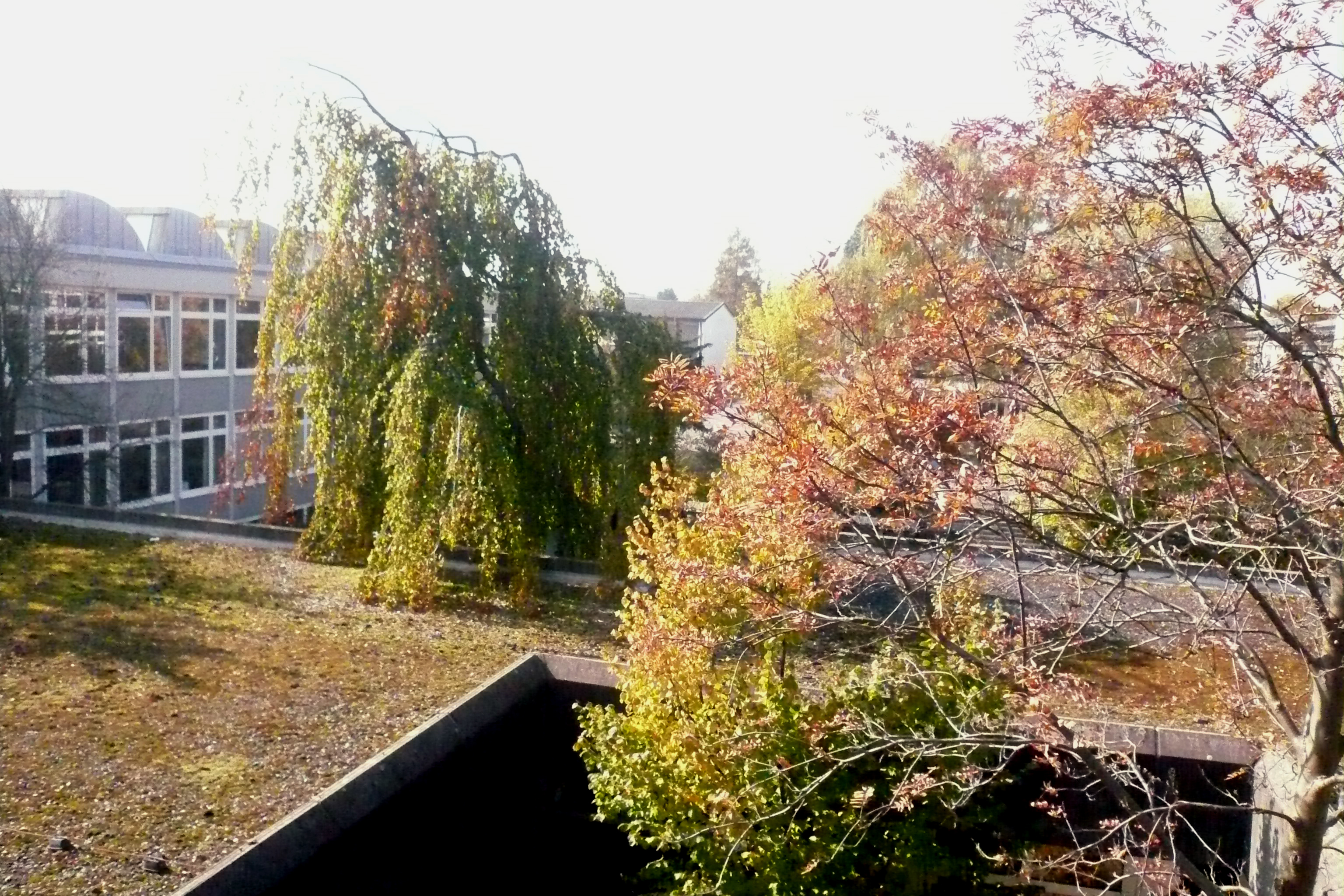
Überblick über das Schulgelände

Im April 2010 wurde anlässlich des zwanzigsten Jahrestages des Falls des Eisernen Vorhangs das Musical Grenzgeflüster, das von der Liebe zwischen einer Tschechin und einem Deutschen handelt, und im Januar 2012 das Musical Claudia Procula und der Nazarener, in dem es um die Frau des Statthalters Pontius Pilatus und deren Suche nach dem Glauben bei den Frauen, die Jesus am engsten vertraut waren, geht, von Schülern uraufgeführt. Text und Idee beider Musicals stammen von der renommierten Autorin Irma Krauß.
Ein von den Schülern selbst komponiertes Musical auf der Grundlage des Romans Der Hundertjährige, der aus dem Fenster stieg und verschwand wurde 2017 uraufgeführt, nachdem es in 1½-jähriger Arbeit in mehreren interdisziplinären P-Seminaren erarbeitet worden war.

## Auszeichnungen
2002 erhielt die Schule die Ehrenurkunde der Robert-Bosch-Stiftung für bürgerschaftliches Engagement in deutsch-französischen Städte- und Gemeindepartnerschaften.
Seit 2012 wurde das Gymnasium jährlich als „Umweltschule in Europa – Internationale Agenda 21-Schule“ durch das Bayerische Staatsministeriums für Umwelt und Verbraucherschutz ausgezeichnet.
Seit 2014 ist das OHG Mitglied des nationalen Excellence-Schulnetzwerkes MINT-EC.

## Persönlichkeiten
- Edmund Stauffer (1924–2013), römisch-katholischer Prälat und Domdekan, von 1956 bis 1967 Religionslehrer am Otto-Hahn-Gymnasium
- Karl Kießwetter (1930–2019), Professor für Erziehungswissenschaft unter besonderer Berücksichtigung der Mathematik der Universität Hamburg,  Erfinder der Kiesswetter-Funktion, Gründer des Vereins „William-Stern-Gesellschaft für Begabungsforschung und Begabtenförderung e.V.“
- Berthold Kohler (* 1961), Herausgeber der Frankfurter Allgemeine Zeitung
- Christian Doleschal (* 1988), Politiker